# Flerkó Béla

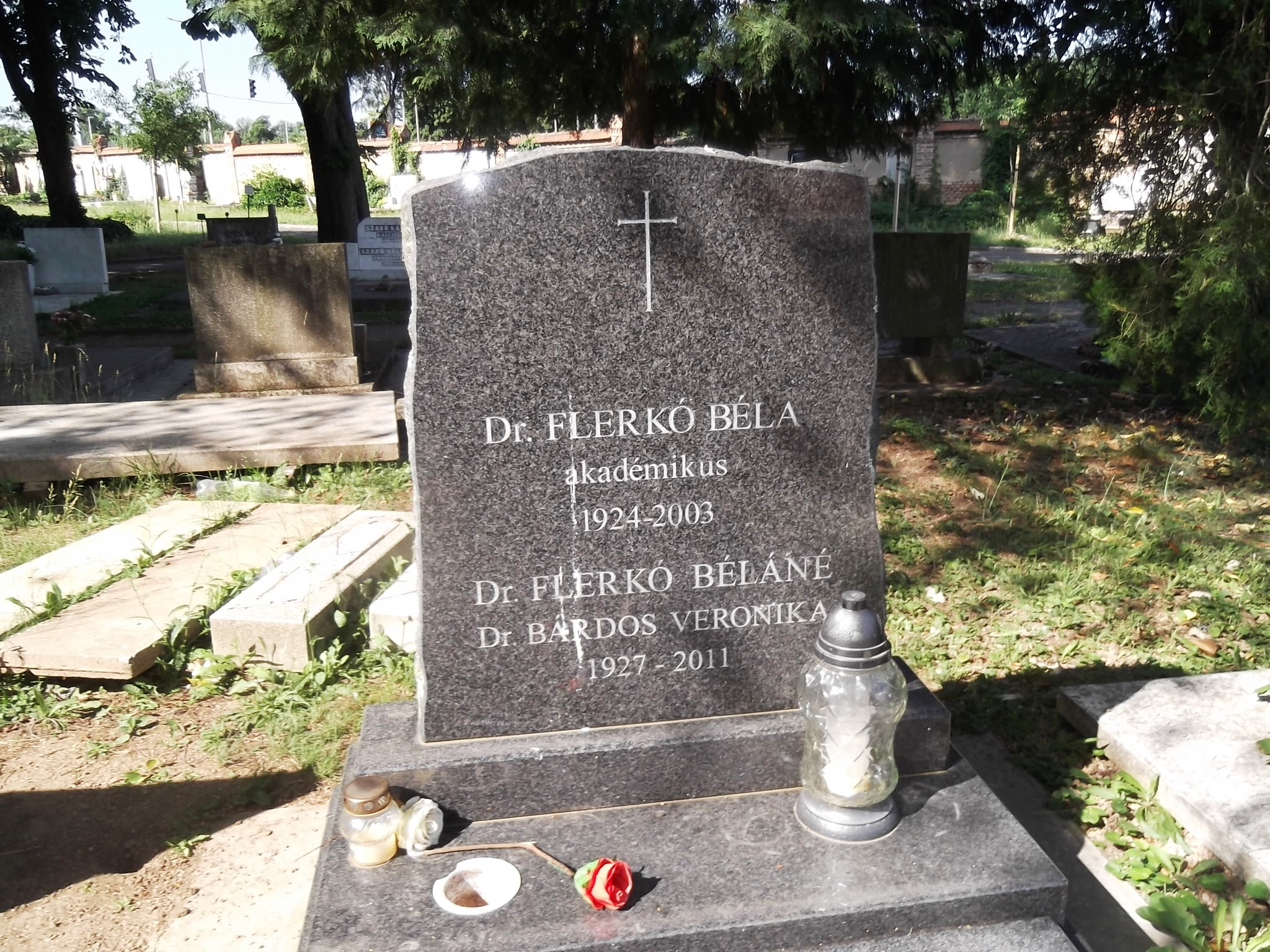
Sírja a Pécsi Köztemetőben. Parcella N, sor III., sírhely 11.

Flerkó Béla (Pécs, 1924. június 14. – Pécs, 2003. április 12.) magyar orvos, anatómus, egyetemi tanár; a Magyar Tudományos Akadémia tagja (1970–1982: levelező; 1982–: rendes). Az orvostudományok kandidátusa (1956), az orvostudományok doktora (1967). A Magyar Tudományos Akadémia Tudományetikai Bizottsága, a Neurológiai Bizottság tagja, az Acta Biologica Hungarica szerkesztő-bizottságának tagja volt.

## Életpályája
1942-ben érettségizett Pécsen. 1948-ban végzett a Pécsi Orvostudományi Egyetemen. 1948–1949 között a Pécsi Orvostudományi Egyetem Anatómiai Intézetében gyakornok, 1949–1961 között egyetemi adjunktus, 1961–1964 között egyetemi docens, 1964–1994 között egyetemi tanár, 1964–1992 között tanszékvezető volt. 1962-ben az UCLA Agykutató Intézet vendégkutatójaként dolgozott. 1968–1985 között a Nemzetközi Agykutató Szervezet Központi Tanácsának tagja volt. 1970–1982 között a Magyar Tudományos Akadémia levelező tagja, 1982-től rendes tagja volt. 1971–1975 között országgyűlési képviselő volt. 1972-ben a Marylandi Egyetem Élettani Intézetének vendégprofesszora volt. 1972–1976 között a Nemzetközi Neuroendokrinológiai Társaság alelnöke, 1988–1992 között elnöke volt. 1973–1981 között a Nemzetközi Endokrinológiai Társaság Központi Tanácsának tagja volt. 1979–1985 között a Pécsi Orvostudományi Egyetem rektora volt. 1981–1985 között a Magyar Anatómusok, Hisztológusok és Embriológusok Társaság elnöke volt. 1985–1996 között a Pécsi Területi Bizottság elnöke, 1996–2003 között tagja volt. 1990-től az Academia Europaea tagja volt. 1992–2002 között a Pécsi Tudományegyetem Általános Orvosi Kara Anatómiai Intézetének igazgató-helyettese volt. 1994-ben nyugdíjba vonult.
Kutatási területe az agyalapi mirigyműködés idegi szabályozása. 145 tudományos közlemény szerzője, illetve társszerzője volt.

## Családja
Szülei: Flerkó Béla (1885–1933) és Teimel Etelka (1909-1978) voltak. 1951-ben házasságot kötött Bárdos Veronikával.

## Művei
- Az idegrendszer szerepe a női nemzőkészülék szöveti és működési állapotának szabályozásában (Kandidátusi értekezés; Pécs, 1956)
- A gonadotroph hormonok mennyiségi meghatározása, ill. a gonadotrophaktivitás-változás megítélésére használható biológiai módszerek. A női gonad és függelékszervei (Kísérletes orvostudomány vizsgáló módszerei. VI. kötet; Budapest, 1962)
- A gonadotroph hormonok közti agyi szabályozása (Doktori értekezés; Pécs, 1966)
- Kísérletes anovulációs kórképek. Akadémiai székfoglaló is. (Elhangzott: 1970. máj. 13.; megjelent: MTA Biológiai Tudományok Osztálya Közleményei, 1970)
- Szaporodásbiológiai szabályozási mechanizmusok néhány kérdése (MTA Biológiai Tudományok Osztályának Közleményei, 1974)
- Neurohormonok morphológiai kimutatása (Orvosi Hetilap, 1978. 5.)
- A hipophysis portalis érrendszere és keringési sajátságai (Orvosi Hetilap, 1982. 2.)
- LH–RH-neuronrendszer. Akadémiai székfoglaló is. (Elhangzott: 1983. március 15.; megjelent: Értekezések, emlékezések. Budapest, 1984)
- Az ember fejlődése (Egyetemi tankönyv; Budapest, 1988; 2. kiadás: 1990)
- Visszajelzési mechanizmusok a hipophysis gonadotroph hormon elválasztásának szabályozásában (Orvosi Hetilap, 1988. 1.)
- Szentágothai János. Kismonográfia. (A múlt magyar tudósai. Budapest, 1998)
- Egy oktató- kutató orvos emlékei. Visszaemlékezések. (Pécs, 2002)

## Díjai, elismerései
- Akadémiai Díj (1963)
- Munka Érdemrend arany fokozata (1976)
- Állami Díj (1978)
- Markusovszky-díj (1981)
- Hőgyes Endre-emlékérem (1987)
- Markusovszky Lajos-emlékérem (1988)
- Pro Universitate Díj (Pécs, 1988)
- Szent-Györgyi Albert-díj (1992)
- A Magyar Érdemrend parancsnoki keresztje (1995)
- Grastyán Endre-díj (1996)
- Az Arany János Közalapítvány Nagydíja (1998)
- Magyar Endokrinológiáért Érem (1998)
- Tudományért Nagydíj (1998)
- Dr. Szabó György-díj (2000)
- Akadémiai Aranyérem (2001)
- Pécs díszpolgára (2001)

## Flerkó Béla és az állambiztonság kapcsolata
Az Állambiztonsági Szolgálatok Történeti Levéltárában őrzött iratok alapján Flerkó Béla III/III-as ügynök volt. Dosszié típusa: 3.1.2 Dosszié jelzete: M-32317. Dosszié tárgya: „Fellegi János” Megye: Baranya. Település: Pécs. Irat Évkör: 1966–1979. Kivonat: A BM Baranya megyei Rendőr-főkapitányságának III/III-1 alosztálya foglalkoztatta a "Fellegi János" fedőnevű informátort, aki a Pécsi Orvostudományi Egyetem (POTE) tanárairól, az ott folyó kutatásokról, külföldi útjairól, nemzetközi konferenciákról, külföldi tudósokkal való kapcsolatairól jelentett. A VI-os kartonja alapján: Dr. Flerkó Béla. Fedőneve: „Fellegi János” Sz.: Pécs, 1924. VI 14. Anyja neve: Tiemel Etelka. Orvos. POTE. Lakik: Pécs, József út 7. Katona nem volt. Párttag nem volt. Származása kispolgár. Lojális. Beszervezte Farkas János őrnagy, BM. III/III-1 1965 nov-ember 6-án informátornak, legális csat. ellenőrzésére. Naplószám: 208/233. Dosszié szám: H-45049. Irattári szám: M_32317 B-131312. 1979 XI 20 beosztása hivatalos kapcsolat lett. ÁBTL 2.2.2.-214535.